# Mitologia brasiliana
La mitologia brasiliana è un sottoinsieme del folclore brasiliano, con elementi culturali di diversa origine presenti in Brasile, tra cui racconti popolari, tradizioni, personaggi e credenze riguardanti luoghi, persone ed entità. Originariamente la mitologia era limitata alle tradizioni indigene, ma è stata riconsiderata fino ad includere:
- Tradizioni iberiche medievali portate dai coloni portoghesi, alcune delle quali sono state dimenticate o sono state notevolmente ritrattate e rimescolate nelle tradizioni dello stesso Portogallo; così come il folklore di altre nazioni europee, come Italia, Germania e Polonia.
- Tradizioni africane portate dal popolo africano in Brasile come schiavi durante il periodo coloniale, comprese le loro credenze religiose;
- Elementi nati in Brasile dal contatto di tre diverse tradizioni;
- Elementi contemporanei che rielaborano antiche tradizioni.

Poiché il Brasile è un calderone di culture, molti elementi della mitologia brasiliana sono condivisi dalle tradizioni di altri paesi, in particolare dai suoi vicini sudamericani e del Portogallo.